# Crölpa-Löbschütz
Crölpa-Löbschütz war eine eigenständige Gemeinde des Burgenlandkreises in Sachsen-Anhalt. Seit 2010 bilden die vier Ortsteile Crölpa-Löbschütz, Freiroda, Heiligenkreuz und Kreipitzsch Ortsteile von Naumburg (Saale).

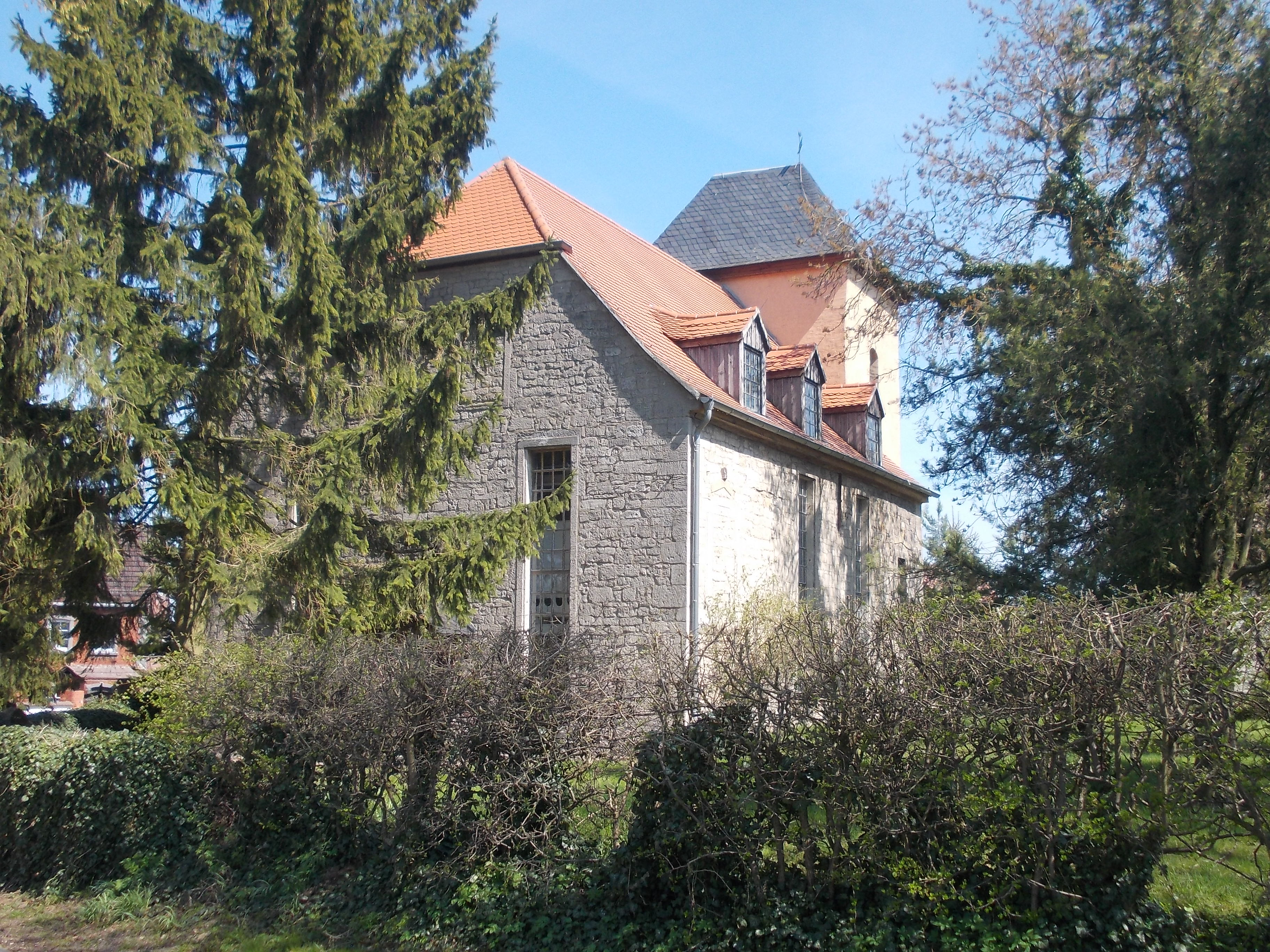
Kirche Crölpa-Löbschütz

## Geographie
Die Ortsteile befinden sich im Saale-Unstrut-Triasland, auf einer Hochfläche östlich der Saale. Sie liegt etwa 8 km südwestlich von Naumburg bzw. 3 km südlich von Bad Kösen am Beginn des überlössten Hügellandes um Zeitz.

## Verwaltungsgeschichte
Die Dörfer befinden sich in Sichtweite der Rudelsburg und gehörten über die Jahrhunderte zu diesem Besitz. So besaßen im Laufe der Jahrhunderte die Adelsgeschlechter Bünau, von Osterhausen (1581–1671) und von Creutzen die Dörfer.
Nordöstlich von Crölpa lag im 13. Jahrhundert im heutigen Mordthal das Dorf Scolowe. Dieses wurde später zur Wüstung.
Der Gutsbezirk Kreipitzsch diente als Vorburg der Rudelsburg und gehörte bis 1815 zum Streubesitz des zum Hochstift Naumburg-Zeitz gehörigen Amts Naumburg. Dieses wiederum stand zwischen 1656/57 bis 1718 unter der Hoheit des Herzogtums Sachsen-Zeitz, danach des Kurfürstentums Sachsen und ab 1806 des Königreichs Sachsen. Mit dem Wiener Kongress 1815 wurde Kreipitzsch dem Landkreis Naumburg in der preußischen Provinz Sachsen angegliedert. Der Ort kam 1932 zum Landkreis Weißenfels, welcher seit 1946 zum Land Sachsen-Anhalt gehörte.
Crölpa, Löbschütz und Freiroda gehörten später zum wettinischen Amt Camburg und Heiligenkreuz zum Kreisamt Eisenberg. Diese beiden Ämter standen aufgrund mehrerer Teilungen im Lauf ihres Bestehens unter der Hoheit verschiedener Ernestinischer Herzogtümer. 1826 kam die Orte vom Herzogtum Sachsen-Gotha-Altenburg zum Herzogtum Sachsen-Meiningen und wurden Teil der Exklave Camburg. Von 1922 bis 1939 gehörten die vier Orte zur Kreisabteilung Camburg, anschließend bis 1948 zum thüringischen Landkreis Stadtroda, danach kurzzeitig zum Landkreis Jena.
Am 25. Juli 1952 wurden Crölpa-Löbschütz, Freiroda und Heiligenkreuz in Folge der Gebietsreform in der DDR Teil des neugebildeten Kreises Naumburg im Bezirk Halle, wodurch ihre Zugehörigkeit zu Thüringen endete. Auch Kreipitzsch kam vom Landkreis Weißenfels zum Kreis Naumburg. Am 1. September 1965 wurde Freiroda in die Gemeinde Crölpa-Löbschütz eingemeindet.
Der Ortsteil bestand aus den Siedlungen
- Crölpa (10. September 1046),
- Freiroda (1350),
- Kreipitzsch (2. April 1186),
- Löbschütz (2. April 1186)
- Heiligenkreuz (24. Oktober 1217)

In Klammern der Tag der urkundlichen Ersterwähnung
Nach Wiedergründung von Sachsen-Anhalt bildete die Gemeinde ab 1994 einen Teil des ersten Burgenlandkreises, wobei sie in diesem zunächst der Verwaltungsgemeinschaft Bad Kösen, ab 2008 der Verwaltungsgemeinschaft Wethautal (Sitz: Osterfeld) angehörte.
Am 1. Januar 2010 wurden Crölpa-Löbschütz, Freiroda, Heiligenkreuz und Kreipitzsch als Ortsteile in die Stadt Naumburg an der Saale eingemeindet. Die gemeinsame Ortsteilverwaltung befindet sich weiterhin im Ortsteil Freiroda.

## Einwohner
Im Juni 2010 und im Januar 2020 wurden folgende Einwohner- und Haushaltszahlen ermittelt:
| Name des Ortsteils | Einwohner (2010) | Einwohner (2020) | Haushalte (2010) | Haushalte (2020) |
| ------------------ | ---------------- | ---------------- | ---------------- | ---------------- |
| Crölpa-Löbschütz   | 169              | 140              | 111              | 97               |
| Freiroda           | 124              | 111              | 79               | 74               |
| Heiligenkreuz      | 180              | 144              | 119              | 106              |
| Kreipitzsch        | 43               | 46               | 24               | 29               |

## Sehenswürdigkeiten
- Evangelische Kirche Crölpa-Löbschütz: Der romanische Chorturm ist ein Rest der Ursprungskirche. Das jetzige barocke Kirchenschiff wurde 1799 gebaut, der Chorraum hiervon durch einen hohen Spitzbogen getrennt; die ursprünglich romanischen Fenster wurden zugemauert zur besseren Wirkung der nachträglich eingebauten Buntglasfenster, insbesondere zu Gunsten der Kreuzigungsszene. Die dreiseitigen Emporen sind zweigeschossig: an der Südseite der ersten Empore befindet sich die Kanzel, die Orgel auf der zweiten. Die Wetterfahne auf dem Kirchturm stammt von 1819.[7]